# 와타리촌 (아이치현 헤키카이군)
와타리촌(渡村)은 아이치현 헤키카이군에 설치되었던 촌이다. 현재의 오카자키시 서부에 해당한다.